# Гвоздено доба
Гвоздено доба је најмлађи период праисторије, који смењује бронзано доба и траје до почетка нове ере. Ово је доба када је човек овладао производњом и употребом гвожђа, које улази у широку примену, металургијом и када се јавља први новац.
У Египту и на Блиском истоку трагови употребе гвожђа датирају из 4. миленијума п. н. е. (метеоритско гвожђе које није захтевало топљење на високим температурама, што за гвожђе износи 1.538 °C), а до опште употребе гвожђа долази тек око 1300. п. н. е. У Европу продире у 11. веку п. н. е. и то с егејског подручја и Подунављем. У средњој и јужној Европи гвоздено доба почиње у 9 веку п. н. е. (у Грчкој се завршава протогеометријски период). Претпоставка је да се развија самостално. У западној Европи Келти су били први који су употребљавали гвожђе. У француској школи овај период се назива протоисторија. Технологија производње гвожђа у средњој Европи развила се 11–8. века п. н. е, мада почетак гвозденог раздобља у појединим подручјима је различит и зависи од месних услова и од спољашњих утицаја. У то доба повећава се број становника, обликују се трговачки путеви и везе, настају етничке и етничко-племенске заједнице, друштвено раслојавање којим се издвојио богати слој, настањен у кнежевским утврђеним средиштима, препознатљив по гробницама с престижним прилозима грчкога, етрурскога и италскога порекла. Раздобље старијег гвозденог доба на подручју средње и западне Европе, названо халштатском културом (према Халстату у Горњој Аустрији), траје до око 450. п. н. е., а млађе гвоздено доба или латенска култура (према Ла Тенеу у Швајцарској) развија се у другој половини 1. миленијума п. н. е.

## Преглед
Гвоздено доба, последње технолошко и културно раздобље праисторије, обележено је развојем металургије гвожђа и његовом широком употребом у производњи оруђа, оружја, па и накита. У историји цивилизације гвожђе се јавило релативно касно, јер је за његово добијање потребна висока температура, за разлику од бакра. Иако су се гвоздени предмети спорадично појавили као драгоценост већ у III миленијуму п. н. е. у Анадолији (Алака Хјујук, Тел Асмар), на Индијском потконтиненту, Леванту и у Египту, они су били израђени углавном од метеоритског гвожђа, а стварни почетак гвозденог доба повезује се с искориштавањем и употребом гвоздене руде (хематит, лимонит, магнетит, пирит, сидерит) и разликује се у појединим деловима света, зависно од локалних услова и спољашњих утицаја. Најранија систематска производња и коришћење гвоздених предмета почела је у Анатолији и кавкаском подручју око 1200. п. н. е, али се вероватно истодобно и независно развијала и у западној Африци. Почетком првог миленијума гвоздено доба се ширило из егејскога подручја широм југоисточне Европе и даље Подунављем, а његови почеци у средњој и западној Европи везани су уз IX и VIII век п. н. е.
У средоземним подручјима гвоздено доба се завршило са историјским развојем хеленизма и римским освајањима, у Индији с појавом Будизма и Јинизма, док је у северној Европи трајало до раног средњег века. Иако је сточарство и даље било водећа привредна грана, већа и разноврснија експлоатација рудних богатстава подстицала је развој прерађивачких средишта, заната и трговине, што је довело и до појачаних популацијских кретања на ширем простору, а све веће количине ефикасног оружја и до све учесталијих немира и сукоба. Старије гвоздено доба у Европи било је одраз и отварања панонско-карпатскога простора према истоку, одакле су продирали коњанички народи доносећи нове технологије и нов начин ратовања (ратник-коњаник) те подстицали преобразбу касних бронзанодобних култура у нове заједнице с различитим економским, друштвеним и духовним схватањима. То је било раздобље стабилизације и обликовања различитих етничких група и јаснијег уобличавања племенских заједница, али и значајног друштвеног раслојавања којим се издвојио богати слој настањен у утврђеним кнежевским средиштима (Хојнебург), препознатљив и по гробницама с престижним прилозима грчког или етрурскога порекла (Vix, Hochdorf). У археолошкој науци са краја XIX века гвоздено доба се дели на старије и млађе. Старије или халштатско (према налазишту Халстату крај Салцбурга у Аустрији) у средњој и западној Европи трајало је приближно од 800. до 450. п. н. е, а млађе или латенско (према налазишту Ла Тене на Нешателском језеру у Швајцарској) од 450. п. н. е. па до почетка I века.

## Хронологија
| Груба трипериодна хронологија старог Блиског истока |

Све више се на гвоздено доба у Европи гледа као на део колапса бронзаног доба у старом Блиском истоку, у старој Индији (са пост-ригведском Ведском цивилизацијом), старом Ирану, и античкој Грчкој (са Грчком мрачном ером). У другим регионима Европе гвоздено доба је почело у 8. веку п. н. е. у централној Европи и у 6. веку п. н. е. у северној Европи. Блиско источно гвоздено доба се дели у две подсекције, гвожђе I и гвожђе II. Гвожђе I (1200–1000. п. н. е.) илуструје континуитет и дисконтинуитет са претходним касним бронзаним добом. Не постоји дефинитивни културни прекид између 13. и 12. века п. н. е. широм целокупног региона, мада поједина нова стојства у брдовитим областима, Трансјордану и обалском региону могу да сугеришу појава Арамејаца и група народа са мора. Постоји евиденција, међутим, о снажном континуитету са културом бронзаног доба. Касније током периода гвожђа I културе почињу у већој мери да дивергирају од оних из касног 2. миленијума.
Гвоздено доба као археолошки период је грубо дефинисано као део преисторије културе или региона, током кога је црна металургија била доминантна технологија прераде метала. Периодизација није стриктно везана за присуство црне металургије и у одређеној мери је ствар конвенције.
Карактеристика културе гвозденог доба је масовна производња алата и оружја од челика, типично легуре са угљеничним садржајем између приближно 0,30% и 1,2% тежински. Само са могућношћу производње угљеничног челика, металургија челика доводи до алата или оружја која су једнака или супериорнија бронзи. Опсег техника је кориштен при производњи челика из истопљеног гвожђа, укључујући технике за отврдњавање површине челика и ковачко заваривање, које су кориштене за ојачавање сечива.
По конвенцији, узима се да је гвоздено доба на старом Блиском истоку трајало бар од око 1200. п. н. е. (колапс бронзаног доба) до око 550. п. н. е. (или 539 п. н. е), што се сматра почетком историографије (Херодот) или крај протоисторијског периода. Узима се да је у централној и западној Европи, гвоздено доба трајало од око 800. п. н. е. до око 1. п. н. е, а у
северној Европи од око 500. п. н. е. до 800. У Кини, нема препознатљивог праисторијског периода који се карактерише обрадом гвожђа, већ је Кина бронзаног доба прешла скоро директно у династију Ћин империјалне Кине; термин „гвоздено доба” у контексту Кине се понекад користи за прелазни период од око 500. п. н. е. до 100 п. н. е, током којег је металургија гвожђа била присутна иако није била доминантна.

## Опште карактеристике периода
Почетком овог периода, када гвожђе улази у широку примену, накит и оружје постају масивнији, керамика губи декоративност. Експлоатација рудних богатстава подстиче развој занатства и трговине. Долази до појачаних популационих кретања, што изазива и немире, сукобе.
Насеља се подижу на утврђеним узвишењима, градинама.
Некрополе се састоје од група тумула. Чешћи облик сахрањивања је инхумација. Крајем овог периода јављају се велики тумули са сложеним погребним ритуалом ограниченим бројем сахрана и великим бројем прилога од сребра, злата, оружја, металних посуда и керамике. Ово доказује почетак стварања племенске аристократије.

### Регионалне одлике
Ране културе гвозденог доба у Европи су обраду гвожђа научиле од народа с Понтских (Каспијских) степа и Кавказа, а прве су Кобанска култура и Новочерска култура из око 900. до 800. п. н. е. које су карактеристичне по сахрањивању елите у кургане. Њихова култура је селидбом Трачана и Кимеријаца на запад удариле темеље халштатској култури. Четири њихове гране развиле су се у знамените групе историјских народа: Келти на западу, Славени на североистоку, Италци на југу и Илири на југоистоку (гласиначка култура). Изван тог прстена, на северу су живели рани Германи и Балтички народи на обалама Балтичког мора, док су се на југоистоку налазили Трачани, Дачани и Грци.
Уз те културе, у данашњој Украјини, Скити су проширили обраду гвожђа још од 7. веку п. н. е. Већина предмета скитске уметности из 5. и 4. века п. н. е. пронађени су у Никополу (Каменско Городишче), за које се сматра да је било металуршко средиште древне Скитије.
У средишњој Европи, гвоздено доба је подељено у две фазе у којима доминирају Келти: рана гвоздена халштатска култура (према месту у Аустрији, Халштату, ХаЦ и Д, 800.–450. п. н. е.) и касна гвоздена латенска култура (према месту у Швајцарској, Ла Тене) која траје од 450. п. н. е. до римских освајања.
У Италији гвоздено доба започиње с виланованском културом (Тоскана), премда је ова култура претежито била бронзана, те право гвоздено доба започиње с појавом Етрушчана. Етрушчанска цивилизација је цвала све до римских освајања и нестала је њиховим освајањем последњег етрушчанског града Велзна 265. п. н. е.
На Британским острвима, гвоздено доба траје од 800. п. н. е. до римског освајања, те све до 5. века у оним деловима које није освојио Рим. Грађевине из овог раздобља су импресивне, попут торњева (кула) и цитадела (дун) на северу Шкотске и безбројних утврђења на острвима.
У северној Европи, пре свега северној Немачкој и Данској, владала је Јасторф култура, док је у јужној Скандинавији доминирала веома слична Греган култура. Рано скандинавско метално доба зависило је од нечистог гвожђа из мочвара, које се скупљало већ пре 3000 година. Металургија и азбестна керамика су постојале од раног доба, јер су Скандинавци умели да остваре високе температуре, а обрађивали су већином гвожђе из црног песка (из црвенице) с великим постотком фосфора. Ова руда је понекад пронађена уз гвоздене секире и мистичне азбестне посуде културе Анањино.

## Најстарији налази гвоздених предмета
Око 4000. године п. н. е. појављују се предмети израђени од гвожђа из метеорита. Разлика између метеоритског и металуршког гвожђа се види у већем садржају никла код метеоритског. Овакво гвожђе се јавља у великим цивилизацијама (на пример у гробу царице Шубад у Египту крајем 4. миленијума)
У више гробова асирских владара јавља се гвоздени накит, у 2. миленијуму.
Око 1500. године п. н. е. Хетити, који су живели на подручју данашње Турске, чували су тајну обраде гвожђа. У Тел-Амарни када су хетитски краљеви поклонили Аменхотепу III и Ехнатопу (1418-1400. п. н. е.) предмете од гвожђа. Гвоздени предмети су пронађени и у Тутанкамоновој гробници.
Рамзесу III (1317—1250. п. н. е.) су поклањани гвоздени мачеви, што нам је познато са глинених плочица.
На фрескама Рамзеза III у Медикет хабу представљене су борбе "народа са мора" и Египћана, војске су различито наоружане, представљена су копља различите боје - сива представља гвожђе а оранж - бакар и бронзу.
У Европи се гвожђе први пут јавља на грчким острвима, у гробовима из око 1100. године п. н. е. Најчешће је то накит, огрлице и прстење, или бодежи од бронзе са гвозденим нитнама. Гвожђе је пронађено на Криту на планини Иди (веза са Хефестом и митом по коме су патуљци топионичари радили у пећини).
Сматра се да у Европу стиже касније, преко Кавказа, доласком Кимеријанаца.

## Датирање
Основна подела извршена је крајем 19. века на два периода:
- старије гвоздено доба Халштат (800-500 година п. н. е.)
- млађе гвоздено доба Латен (од 500 до краја првог миленијума, односно доласка Римљана)

Монтелиус је поделио гвоздено доба северне Европе на 8 фаза
Рајнеке је поделио старије и млађе гвоздено доба средње евопе на по 4 фазе А-Д.
- Халштат А-Б - позно брозано доба
- Халштат Ц-Д - гвоздено доба
- Латен А 500 – 400. п. н. е. раставне фибуле са маскама на луку
- Латен Б 400 – 300. п. н. е. фибуле са подигнутом ногом
- Латен Ц 300 – 100. п. н. е. тумули - кнежевски гробови, а у средњој Европи равне некрополе
- Латен Д 100 – 0

Тислер је поделио Латен на основу материјала из Немачке, јужне Француске, средње Европе по налазима фибула и мачева на три фазе:
- 400 – 300. п. н. е. - карактеристичне су фибуле раставног типа, јавља се кратак мач
- 300 – 100. п. н. е. - карактеристично је да нога фибуле додирује лук, јавља се и продужени мач
- 100 - 0 - фибуле су саставног типа, јављају се опидуми

## Старије гвоздено доба
Старије гвоздено доба је добило име по великој и богатој некрополи Халштат у горњој Аустрији. Прва систематска ископавања рађена су 1846—1864. године. Истражено је око 2500 гробова са веома богатим прилозима, на основу којих је извршена подела на
- старију фазу (800-600. године п. н. е.)
- млађу фазу (600-400. године п. н. е.)

Констатована су два начина сахрањивања, инхумација и кремација, паралелно практиковане.

### Метални налази
Гвожђе се користи за израду оружја, у Халштату Ц се јављају гвоздени мачеви, неки са балчаком од слоноваче украшени ћилибаром. Јављају се и бодежи, врхови копаља и стрелице.
Бронза се задржава у употреби, израђују се мачеви, секире, бријачи, украсни предмети: игле, фибуле, привесци. Посебно су интересантне бронзане антропоморфне фигурине, као и пластика у облику животиња и птица.
Златни накит се ретко појављује, али откривен је већи број златних посуда, пехара, здела, који припадају Халшатату Д.
Бакарне и бронзане посуде, калдрони и ситуле су украшене искуцаним орнаментом или фигуралним представама у хоризонталним фризовима.

### Керамика
Керамика није рађена на витлу. Карактеристичне су савршено глачане посуде које имитирају металне. Орнамент је урезивање, а ређе сликање црном и црвеном бојом. Најчешће се користе једноставни праволинијски мотиви.
Облици:
- савршено углачане посуде
- зооморфне и орнитоморфне вазе култног карактера

### Распростирање
Матично подручје Халштатске културе је Алпска област. Халштат захвата горње и средње Подунавље, као и већи део средње и југозападне Европе. У ово доба формирају се етничке групе. У западној Европи доминирају Келти, а у источној Скити. На Балкану су присутни Илири и Трачани.

## Латен — млађе гвоздено доба
Латен је добио име по сојеничарском насељу у Швајцарској, где је пронађен велики број металних предмета и неколико вотивних остава.
Значајне одлике латенске културе су употреба грнчарског точка, масовна израда усавршеног оруђа, оружја и војне опреме, попут мачева, ножева, као и коњске опреме. Почиње да се кује новац.
На подручје Паноније и Подунавља у овом периоду долазе Келти. После похода на Делфе 279. године п. н. е., враћају се и стално насељавају Подунавље, Посавину и Поморавље, засновавши племенску заједницу Скордиска, која се задржала све до доласка Римљана.
Практикују се оба начина сахрањивања (инхумација и кремација), у оба случаја прилози су полагани у гробну јаму, да би се ово постигло, оружје је код ратника најчешће савијано.

## Изворишта гвожђа у Европи
- Чешко Рудогорје
- Алпи у Аустрији
- Источна Француска
- Карпати
- Јужни Урал
- Кавказ

На Каквказу су Кимерци имали утврђене градове са металуршким центрима.

## Културе гвозденог доба
- Гласиначка група
- Требениште
- Басараби култура

## Гвоздено доба на Балкану
Након пада бронзаних цивилизација као што су Микена, Троја, Хетско царство дошло је до великог комешања народа и племена на балканском полуострву са ког су многи стари народи отишли у нове земље, а на Балкан пристигли нови народи који ће га населити.
Тад су, почетком гвозденог доба формиране прве историјски познате етничке групације у континенталним областима Балканског полуострва. Најзначајније групације су биле:
- Трачани - населили су источни део Балкана, као скуп већег броја повезаних племена,
- Дарданци, Трибали и Пеонци - заузимају средишњи део Балкана као представници шире Дакомезијске групе народа,
- Илири - насељавају просторе западног Балкана и обале Јадрана, као скуп не много повезаних племена која се деле на јужне и северозападне илирске народе и племена,
- Тракокимерци - долазе са подручја Румуније током 8. века п.н.е. као последњи остаци старог и моћног народа са евроазијских степа. Током миграције Кимерци су се доста мешали са другим народима, тако да на Балкан долазе етнички и културно измењени,
- Скордисци - мешавина Келта и домородачких култура Балкана, попут Трибала, Аутаријата и Гета које су Келти покорили у 4. и 3. веку п.н.е..
Археолошки гледано на територији Балкана развијено је неколико посебних култура:
- Гласиначка култура - Аутаријати
- Брњичка група - Дарданци
Босутска култура - Трибали